# Connaught-Krankenhaus

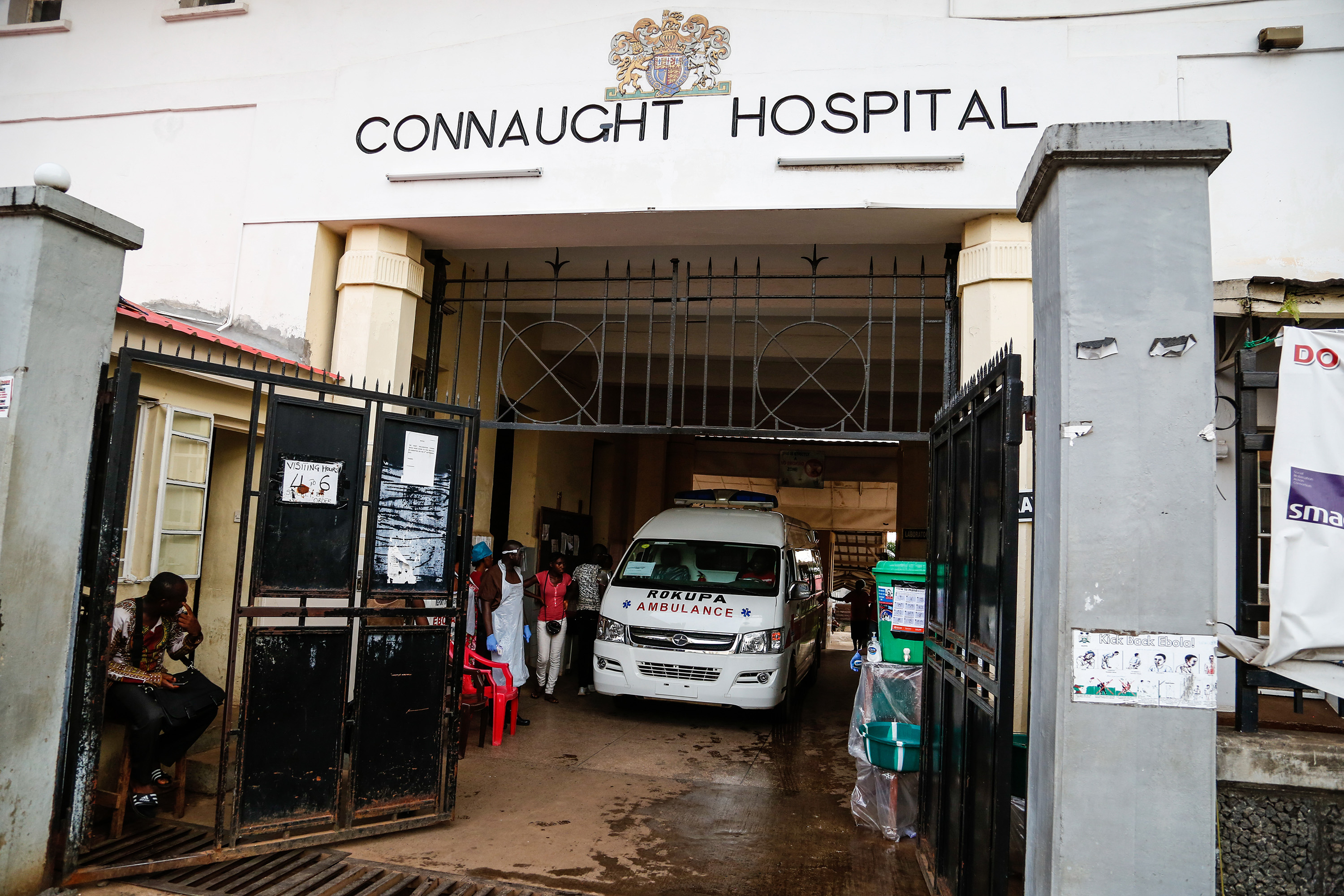
Haupteingang des Krankenhauses

Das Connaught-Krankenhaus (englisch Connaught Hospital) ist das größte Krankenhaus in Sierra Leone und zentrale medizinische Einrichtung. Es wird vom Staat betrieben und liegt in der Hauptstadt Freetown. Es wird technisch, in der Ausbildung und Personal durch die britische King’s Sierra Leone Partnership unterstützt.
Das Krankenhaus wurde 1912 von Arthur, 1. Duke of Connaught and Strathearn eröffnet. Nach Schließung und teilweiser Zerstörung im Bürgerkrieg zwischen 1991 und 2002 wurde Connaught 2006 wieder eröffnet. Es gilt als modernste staatliche medizinische Einrichtung im Land, entspricht aber in Großteilen nicht westlichen Standards.
Das Krankenhaus wird seit Anfang der 2020er Jahre renoviert und ausgebaut. Unter anderem wurde eine Station für Verbrennungen gebaut.